# Haranabush
Haranabush (tiếng Ả Rập: حرنبوش) là một ngôi làng ở phía bắc Syria, một phần hành chính của tỉnh Idlib, nằm ở phía tây bắc của Idlib. Nó nằm ngoài sườn phía đông của núi A'la. Các địa phương gần đó bao gồm Maarrat Misrin ở phía đông nam, Maarrat al-Ikhwan ở phía đông, Kaftin và Hizano ở phía đông bắc, Qurqania ở phía bắc và Kafr Takharim và Armanaz ở phía tây. Theo Cục Thống kê Trung ương Syria, Haranabush có dân số 3.785 người trong cuộc điều tra dân số năm 2004.